# Проспект Героїв Сталінграда (Севастополь)
Проспект Героїв Сталінграда (крим. Stalingrad Qaramanı caddesı) — вулиця в Гагарінському районі Севастополя, в місцевості Комишова Бухта.

## Опис
Загальна протяжність вулиці становить 2.0 км.
Пролягає від перехрестя з вулицями Павла Корчагіна та Правди до переходу у проспект Жовтневої Революції.
Зайнята багатоповерховою забудовою та громадськими будівлями.
Прилучаються вулиці Блюхера, Борисова, Михайлова Бориса, Героїв Бреста, Маячна та Античний проспект.
Транспорт: тролейбуси № 4, 10, 14, 19 та 76, автобуси № 23, 24 та 34.
Зупинки: вул. Блюхера, пр. Героїв Сталінграда, Пляж «Омега».
На вулиці розташовані площа Святого Миколая, Храм Святителя Миколая, Український культурно-інформаційний центр Палац культури рибалок та парк КІЦ.